# إسليح عربي
الإسليح العربي (باللاتينية: Cakile arabica) أو السلّيم أو الزملوق أو المليح أو فجل الجبل نوع نباتي يتبع جنس الإسليح من الفصيلة الصليبية.

## البيئة والانتشار
موطنه بلاد الشام والجزيرة العربية.

## الوصف النباتي
الإسليح العربي عشب حولي متفرع يصل طوله إلى أكثر من نصف متر، وينمو في التربة الرملية، وله ازهار بنفسجية اللون طبية الرائحة تظهر في الربيع،و ليس هو الخزامي كما يبدو لمن  لا يجيد التفريق بين أنواع الأعشاب، وقد عرف العرب الأوائل أن الماشية التي ترعى الإسليح يكثر لبنها، لكن إذا أكثرت منه سلحت، أي رق برازها، ففي لسان العرب جاء ان (الإسليح بقلة من أحرار البقول تنبت في الشتاء تسلح الإبل إذا استكثرت منها ؛ وقيل هي عشبة تشبه الجرجير تنبت في حقوف الرمل ؛ وقيل هو نبات سهلي ينبت ظاهرا وله ورقة دقيقة لطيفة وسنفة محشوة حبا كحب الخشخاش). ولهذا العشب أسماء محلية في المملكة العربية السعودية منها السليم والسليح وأيضا الزملوق، على أن الزملوق اسم يطلق على عدة أنواع من النباتات.